# Marie-Antoinette Mélières
Marie-Antoinette Mélières est une physicienne et climatologue française.

## Biographie
Après un doctorat d’État en physique à l’université Joseph-Fourier de Grenoble et un début de carrière comme physicienne, ses travaux se centrent sur la paléoclimatologie et les sciences de l'environnement. Ses recherches portent notamment sur les mécanismes gouvernant l’équilibre climatique,,,.

## Ouvrages
- Chloé Maréchal , Marie-Antoinette Mélières, Climat et société, climats passés, passage de l'homme, climat futur, 2010 (ISBN 9782866228729 et 2866228723)
- Marie-Antoinette Mélières et Chloé Maréchal, Climats : Passé, présent, futur, Belin, 2015 (ISBN 978-2-410-01735-9)
- Marie-Antoinette Mélières, Bernard Francou, Coup de chaud sur les montagnes, ce qu'elles ont à nous dire sur le réchauffement climatique, Chamonix, 2021 (ISBN 9782352213451 et 2352213452)